# SAM Colombia
SAM Colombia – nieistniejąca kolumbijska linia lotnicza z siedzibą w Bogocie. Jest częścią linii lotniczych Avianca.